# Podregion Helsinki
Podregion Helsinki (fiń. Helsingin seutukunta) – podregion w Finlandii, w regionie Uusimaa.
W skład podregionu wchodzą gminy:
- Espoo,
- Helsinki,
- Hyvinkää,
- Järvenpää,
- Karkkila,
- Kauniainen,
- Kerava,
- Kirkkonummi,
- Lohja,
- Mäntsälä,
- Nurmijärvi,
- Pornainen,
- Sipoo (od 2011)[3],
- Siuntio,
- Tuusula,
- Vantaa,
- Vihti.

W skład podregionu wchodziły gminy:
- Karjalohja (1 stycznia 2013 włączona do gminy Lohja),
- Nummi-Pusula (1 stycznia 2013 włączona do gminy Lohja)[4].